# 에이번주

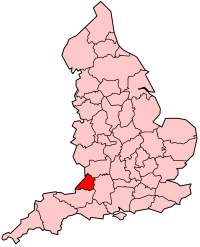
에이번 주의 위치

에이번주(Avon)는 과거 잉글랜드에 존재했던 주로 주도는 브리스틀이다. 1974년 4월 1일을 기해 시행된 《1972년 지방 정부법》(Local Government Act 1972)에 따라 신설되었으며 1996년 4월 1일을 기해 단일 자치구인 브리스틀, 사우스글로스터셔, 노스서머싯, 바스 노스이스트서머싯으로 나뉘면서 폐지되었다.

## 같이 보기
- 험버사이드주